# Paralaubuca riveroi
 Paralaubuca riveroi és una espècie de peix cipriniforme de la família dels ciprínids.

## Morfologia
Els mascles poden assolir els 18 cm de longitud total.

## Distribució geogràfica
Es troba a la península de Malaca i a les conques dels rius Chao Phraya, Mekong i Maeklong.